# Premi Ivà
El Premi Ivà és un premi anual de còmic entregat al millor historietista professional per part de l'Ajuntament de Cornellà de Llobregat. Fou fundat el 1994 en honor a l'autor de còmic Ivà, que havia mort sobtadament el juliol de 1993.
El guardó és una estatueta del personatge Makinavaja, un dels més coneguts de l'obra d'Ivà. Els guanyadors solen fer una il·lustració en homenatge a la sèrie Makinavaja i els originals es poden veure cada any durant la Mostra de Còmics de Cornellà.

## Palmarès
| Any  | Autor                           | Refs.  |
| ---- | ------------------------------- | ------ |
| 1994 | Carlos Azagra                   |        |
| 1995 | Òscar Nebreda                   |        |
| 1996 | Fer                             |        |
| 1997 | Manel Fontdevila                |        |
| 1998 | José L. Prats, "Ozeluí"         |        |
| 1999 | Albert Monteys                  |        |
| 2000 | Sergio Aragonés                 |        |
| 2001 | Carlos Giménez                  |        |
| 2002 | Nicolás Martínez                |        |
| 2003 | Juanjo Guarnido                 |        |
| 2004 | Francisco Ibáñez                |        |
| 2005 | Juan López Fernández, "Jan"     |        |
| 2006 | Luis Royo                       |        |
| 2007 | Purita Campos                   |        |
| 2008 | Jordi Bernet                    |        |
| 2009 | Carlos Areces, "Carlös"         |        |
| 2010 | Josep Luís Martínez, "Picanyol" | [ 2 ]  |
| 2011 | Miguel Ángel García, "Maikel"   |        |
| 2012 | Joaquim Aubert, "Kim"           | [ 3 ]  |
| 2013 | Miguelanxo Prado                | [ 4 ]  |
| 2014 | Paco Roca                       | [ 5 ]  |
| 2015 | Pasqual Ferry                   | [ 6 ]  |
| 2016 | Mariel Soria                    |        |
| 2017 | Ana Miralles                    | [ 7 ]  |
| 2018 | Marika Vila                     | [ 8 ]  |
| 2019 | Jaime Martín                    |        |
| 2020 | Josep Homs                      | [ 3 ]  |
| 2021 | Bea Tormo, "Triz"               | [ 9 ]  |
| 2022 | Teresa Valero                   | [ 10 ] |
| 2023 | Isabel Bas Amat                 | [ 11 ] |
| 2024 | Enrique Ventura                 |        |